# 1443年
| 千纪： | 2千纪 |
| 世纪： | 14世纪 \| 15世纪 \| 16世纪                                                                                 |
| 年代： | 1410年代 \| 1420年代 \| 1430年代 \| 1440年代 \| 1450年代 \| 1460年代 \| 1470年代                           |
| 年份： | 1438年 \| 1439年 \| 1440年 \| 1441年 \| 1442年 \| 1443年 \| 1444年 \| 1445年 \| 1446年 \| 1447年 \| 1448年 |
| 纪年： | 癸亥年（猪年）；明正统八年；越南大和元年；日本嘉吉三年                                                     |

## 大事记
- 明朝
  - 大明明翰林院侍講劉球應詔上言，涉及麓川之失，得罪宦官王振，被王振羅織罪名將劉球投入詔獄後殺害。
- 蒙古
  - 也先统一蒙古。
- 葡萄牙
  - 葡萄牙航海家努諾·特里斯唐首次踏足阿爾金島。
- 丹麦
  - 迁都哥本哈根。
- 日本
  - 足利義政就任室町幕府第八代征夷大將軍。
- 朝鮮半島
  - 李氏朝鮮與對馬島島主簽訂《癸亥條約》，對馬島島主承認李氏朝鮮的宗主權，朝鮮方面則給與對馬島在對馬海峽的貿易優先權。同年朝鮮世宗發明訓民正音。

## 出生
- 12月5日——儒略二世，教皇（逝世于1513年）
- 洪吉童

## 逝世
- 8月16日——足利义胜，日本幕府将军（出生于1434年）
- 劉球，江西承宣布政使司吉安府安福縣人。明朝官員。